# European Darts Tour 2013
Die European Darts Tour 2013 war eine Reihe von Dartturnieren der PDC.
Diese Turnierserie wurde 2013 zum zweiten Mal von der PDC veranstaltet und bestand aus acht über das Jahr verteilten Turnieren in ausschließlich europäischen Städten.

## Austragungsorte
Kein Turnier mehr gespielt wurde in Berlin und  ’s-Hertogenbosch, während Minehead, Hildesheim, Gibraltar, Veldhoven neue Spielorte waren.
| Sindelfingen (2x) |

| Düsseldorf |

| Wiener Neustadt |

| Hildesheim |

| Veldhoven |

| \| Minehead \| |
| Minehead       |

| Minehead |

| \| Gibraltar \| |
| Gibraltar       |

| Gibraltar |

## European Tour 2013
| Nr. | Turnier                   | Veranstaltungsort                       | Sieger             | Legs  | Finalist       |
| --- | ------------------------- | --------------------------------------- | ------------------ | ----- | -------------- |
| 1   | UK Masters                | Butlins Resort, Minehead, England       | John Part          | 6 : 4 | Stuart Kellett |
| 2   | European Darts Trophy     | Glaspalast Sindelfingen, Deutschland    | Wes Newton         | 6 : 5 | Paul Nicholson |
| 3   | European Darts Open       | Maritim Hotel, Düsseldorf, Deutschland  | Michael van Gerwen | 6 : 2 | Simon Whitlock |
| 4   | Austrian Darts Open       | Arena Nova, Wiener Neustadt, Österreich | Michael van Gerwen | 6 : 3 | Mervyn King    |
| 5   | Gibraltar Darts Trophy    | Victoria Stadium, Gibraltar             | Phil Taylor        | 6 : 1 | Jamie Lewis    |
| 6   | German Darts Championship | Halle39, Hildesheim, Deutschland        | Dave Chisnall      | 6 : 2 | Peter Wright   |
| 7   | German Darts Masters      | Glaspalast Sindelfingen, Deutschland    | Steve Beaton       | 6 : 5 | Mervyn King    |
| 8   | Dutch Darts Masters       | Köningshof, Veldhoven, Niederlande      | Kim Huybrechts     | 6 : 3 | Brendan Dolan  |

## Preisgeld
Pro Turnier wurden insgesamt £ 100.000 an Preisgeldern ausgeschüttet. Das Preisgeld verteilte sich unter den Teilnehmern wie folgt:
| Position (Anzahl der Spieler) | Position (Anzahl der Spieler) | Preisgeld |
| ----------------------------- | ----------------------------- | --------- |
| Gewinner                      | (1)                           | £ 20.000  |
| Finalist                      | (1)                           | £ 10.000  |
| Halbfinalisten                | (2)                           | £ 5.000   |
| Viertelfinalisten             | (4)                           | £ 3.000   |
| Achtelfinalisten              | (8)                           | £ 2.000   |
| Verlierer der 2. Runde        | (16)                          | £ 1.000   |
| Verlierer der 1. Runde        | (32)                          | £ 500     |
|                               |                               |           |
|                               |                               | £ 100.000 |

## Deutschsprachige Teilnehmer
Im Folgenden werden die Ergebnisse aller deutschsprachigen Teilnehmer aufgelistet.
| Land        | Spieler             | UK Masters | European Darts Trophy | European Darts Open | Austrian Darts Open | Gibraltar Darts Trophy | German Darts Championship | German Darts Masters | Dutch Darts Masters |
| ----------- | ------------------- | ---------- | --------------------- | ------------------- | ------------------- | ---------------------- | ------------------------- | -------------------- | ------------------- |
| Deutschland | Jyhan Artut         | Letzte 64  | Letzte 64             | Letzte 64           |                     |                        | Letzte 32                 |                      | Letzte 64           |
| Deutschland | Dirk Becker         |            |                       |                     |                     |                        |                           | Letzte 64            |                     |
| Osterreich  | Erwin Friedl        |            |                       |                     | Letzte 64           |                        |                           |                      |                     |
| Deutschland | Mario Gaisbauer     |            | Letzte 64             |                     |                     |                        |                           |                      |                     |
| Deutschland | Max Hopp            |            | Letzte 32             | Letzte 64           | Letzte 64           |                        | Letzte 32                 | Letzte 64            | Letzte 64           |
| Deutschland | Michael Hurtz       |            |                       |                     |                     |                        | Letzte 32                 | Letzte 64            | Letzte 64           |
| Osterreich  | Christian Kallinger |            |                       |                     | Letzte 64           |                        |                           |                      |                     |
| Deutschland | Adrian Kazimierz    |            |                       |                     |                     |                        | Letzte 64                 |                      |                     |
| Deutschland | Michael Kiebel      |            | Letzte 64             |                     |                     |                        |                           |                      |                     |
| Osterreich  | Maik Langendorf     |            |                       | Letzte 64           |                     |                        | Letzte 64                 | Letzte 32            | Letzte 64           |
| Osterreich  | Andreas Pur         |            |                       |                     | Letzte 64           |                        |                           |                      |                     |
| Osterreich  | Michael Rasztovits  | Letzte 64  |                       |                     |                     |                        | Letzte 64                 | Letzte 64            |                     |
| Osterreich  | Gunther Rimser      |            |                       |                     | Letzte 64           |                        |                           |                      |                     |
| Deutschland | Bernd Roith         | Letzte 32  |                       |                     | Letzte 64           |                        |                           |                      |                     |
| Deutschland | Peter Schöffmann    |            |                       |                     |                     |                        |                           | Letzte 64            |                     |
| Deutschland | Tomas Seyler        | Letzte 64  | Letzte 64             | Letzte 64           | Letzte 32           |                        | Letzte 64                 | Letzte 64            |                     |
| Osterreich  | Mensur Suljović     | Letzte 16  | Halbfinale            | Letzte 64           | Letzte 64           | Letzte 32              |                           | Letzte 64            |                     |
| Deutschland | Andree Welge        |            |                       | Letzte 64           |                     |                        |                           |                      | Letzte 64           |